# AIK Fotboll (femenino)
El AIK Fotboll (femenino) es un club de fútbol femenino sueco con sede en Estocolmo. Fue fundado en 1970 y juega en la Damallsvenskan, máxima categoría del fútbol femenino en Suecia. Juega como local en el Skytteholms IP, con una capacidad de 1.300 espectadores. Es la sección femenina del AIK Estocolmo.

## Historia
El club ganó por primera vez el ascenso a la Damallsvenskan (Primera División sueca) en 1992 y evitó el descenso durante dos temporadas antes de terminar penúltimo en 1995. Pasó una década antes de que el equipo regresara a primera en la temporada 2005. AIK descendió rápidamente, pero obtuvo su tercer ascenso en la temporada siguiente. Los años siguientes marcaron los mayores éxitos del equipo, con el AIK alcanzando la final de la Copa de Suecia en 2007, que perdió 4-3 contra Umeå IK, y terminó cuarto en 2008. Tras cuatro años en la máxima categoría, el AIK descendió en 2010 pero volvieron a primera para la temporada 2012. Acabaron en última posición en esta temporada y volvieron a descender. Recuperó el ascenso a la Damallsvenskan la temporada siguiente pero descendieron una vez más en 2015. Luego de 5 años en la Elitettan (Segunda División), el club se consagró campeón y ascendió a la Damallsvenskan en 2020.

## Jugadoras

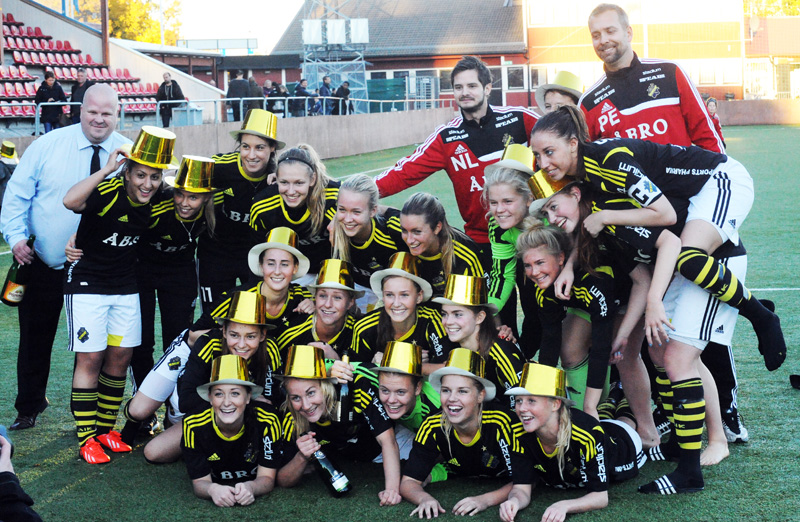
El equipo en 2013.

## Palmarés
| Competición nacional          | Títulos | Subcampeonatos |
| ----------------------------- | ------- | -------------- |
| Elitettan (1/1)               | 2020    | 2013           |
| Copa de Suecia Femenina (0/1) |         | 2007           |